# Francesco Apostoli
Francesco Apostoli (Venezia, 1755 – Venezia, 25 febbraio 1816) è stato un avventuriero italiano.

## Biografia
Impiegato di cancelleria a Venezia, intraprese molti viaggi in Europa, ma, accusato di essere giacobino, fu esiliato a Corfù (1794). Divenuto console della Repubblica Cisalpina ad Ancona, fu arrestato dagli Austriaci e relegato a Sebenico e Petrovaradino. Nel 1802 tornò a Parigi come rappresentante di San Marino, ma nel 1812 lo ritroviamo come "ispettore alla stampa" a Padova.
Negli ultimi anni ritornò nella natia Venezia, ove fu informatore della polizia. La sua fama letteraria è legata sia alle Lettere sirmiensi (1801) che alla Rappresentazione del secolo XVIII (1802).